# Veliny
Veliny település Csehországban, a Pardubicei járásban. Veliny Holice, Borohrádek, Ostřetín, Poběžovice u Holic és Horní Jelení településekkel határos. Lakosainak száma 498 fő (2024. január 1.).

## Népesség
A település lakosságának változását az alábbi diagram mutatja:
| Lakosok száma | 683  | 616  | 685  | 590  | 405  | 424  | 458  | 476  | 476  | 498  |
|               | 1869 | 1900 | 1921 | 1961 | 1980 | 2011 | 2016 | 2019 | 2021 | 2024 |